# سارگیس باغداساریان (مجسمه‌ساز)
سارگیس ایوانی باغداساریان (ارمنی: Սարգիս Իվանի Բաղդասարյան؛ ۵ سپتامبر ۱۹۲۳ – ۱۹ ژوئن ۲۰۰۱) مجسمه‌ساز اهل ارمنستان که به خاطر اثر معروف خویش ما کوه‌های خود هستیم (۱۹۶۷) که یک مجسمه یادبود از سنگ توف است و در حومه استپاناکرت مرکز جمهوری آرتساخ حکاکی شده‌است شناخته می‌شود. این اثر را افراد محلی پاپیک یِو مامیک (به معنی پدربزرگ و مادربزرگ) می‌نامند

## زندگی‌نامه
در ۵ سپتامبر ۱۹۲۳ در بانادزور به دنیا آمد  وی در ۱۹ ژوئن ۲۰۰۱ در سن ۷۷ سالگی در ایروان درگذشت.